# Eucalyptus (informática)
Este artículo trata sobre el software. Para información sobre la planta, ver Eucalyptus
Eucalyptus (eucalipto) es una infraestructura (plataforma) open source para la implementación de computación en nube privada en clústers de ordenadores. Su nombre hace referencia al acrónimo "Elastic Utility Computing Architecture for Linking Your Programs To Useful Systems" que puede traducirse como "Utilidad de arquitectura informática elástica para confiar sus programas a sistemas funcionales".
Eucalyptus es compatible con Amazon Web Services (Amazon EC2 y S3).
Está integrado con la distribución Ubuntu GNU/Linux 9.04 como un útil de "cloud computing".
Eucalyptus puede instalarse fácilmente en la mayoría de distribuciones GNU/Linux: Debian, CentOS, Red Hat Enterprise Linux (RHEL), SUSE Linux Enterprise Server (SLES), OpenSUSE, Fedora…
También puede usar gran variedad de tencologías de virtualización de hardware incluyendo hipervisores VMware, Xen y KVM para implementar las abstracciones de nube que soporta.
Actualmente posee una interfaz orientada al usuario que es compatible con los servicios pero la plataforma está modularizada para poder utilizar un conjunto de interfaces diferentes simultáneamente.
El desarrollo de Eucalyptus está impulsado por Eucalyptus Systems, una start-up de respaldo de riesgo. Hay 2 ediciones básicas: una propietaria, y otra de código abierto.

## Funciones
Eucalyptus implementa nubes de tipo privado e híbrido, de estilo IaaS (Infrastructure as a Service). La plataforma proporciona una interfaz única que permite al usuario acceso a recursos de infraestructura (máquinas, red y almacenamiento) disponibles en nubes privadas —implementada por Eucalyptus dentro del centro de datos de una organización una organización— y recursos disponibles externamente en servicios de nube pública. El software está diseñado con una arquitectura modular y extensible basada en servicios web que permite a Eucalyptus exportar variedad de APIs hacia usuarios vía herramientas cliente. Actualmente, Eucalyptus implementa el API estándar de la industria Amazon Web Services (AWS), que permite la interoperabilidad de Eucalyptus con servicios AWS y herramientas. Eucalyptus proporciona su propio conjunto de herramientas de línea de comandos llamada Euca2ools, que puede utilizarse internamente para interactuar con las instalaciones privadas de Eucalyptus o externamente para material de nubes públicas, incluyendo Amazon EC2.
Eucalyptus incluye las siguientes funciones:
- Compatibilidad con la API Amazon Web Services.
- Instalación y desarrollo con el útil de gestión de clústers de ordenadores Rocks Linux, desde código o paquetes DEB y RPM.
- Comunicación segura entre los procesos internos vía SOAP y WS-Security.
- Útiles de administración básica.
- Capacidad de configurar múltiples clústeres de servidores como una sola "cloud".[6]
- Soporte para máquinas virtuales Linux y Windows.
- Direcciones IP elásticas y grupos de seguridad.[7]
- Gestión de usuarios y grupos.
- Informes de contabilidad.
- Políticas programables y configurables.

### Arquitectura de software de Eucalyptus
La nube de plataforma de computación Eucalyptus tiene cinco componentes de alto nivel: Cloud Controller (CLC), Cluster Controller (CC), Walrus, Storage Controller (SC) y Node Controller (NC). Cada componente de sistema tiene su propia interfaz web y es implementada como un servicio web stand-alone. Esto tiene dos ventajas principales: Primero, cada servicio Web expone una API bien definida independientemente del idioma (de programación) en la forma de documento WSDL que contiene tanto las operaciones que el servicio puede realizar y las estructuras de datos input/output. Segundo, Eucalyptus aprovecha funciones Web-service existentes como políticas de seguridad (WSS) para comunicación segura entre componentes y confía en los paquetes de software de servicios web estándar de la industria.